# NF-κB
L'NF-κB ("nuclear factor kappa-light-chain-enhancer of activated B cells") è un complesso proteico funzionante come fattore di trascrizione. NF-κB si può trovare in tutti i tipi di cellule ed è coinvolto in tutte le reazioni delle cellule agli stimoli, quali stress, citochine, radicali liberi, irradiazione con ultravioletti e attacco proveniente dagli antigeni dei batteri o virus. 
NF-κB gioca un ruolo chiave nella regolazione della risposta immunitaria alle infezioni e sue disfunzioni sono state collegate al cancro (come il mieloma multiplo), ai processi infiammatori, alle patologie autoimmuni, agli shock settici, alle infezioni virali e alle malattie del sistema immunitario. L'NF-κB è considerato coinvolto anche nei processi di plasticità sinaptica e memoria.

## Meccanismo di azione
Nell'esempio della figura seguente, l'eterodimero NF-κB è costituito dalle proteine Rel e p50. Quando è in uno stato inattivato, l'NF-κB si trova nel citosol, legato ad una proteina inibitoria IκB (in questo caso IκBα). Attraverso l'intermediazione dei recettori integrali della membrana, una varietà di segnali extracellulari può attivare l'enzima IκB kinase (IKK).
L'IKK a sua volta fosforila la proteina IκBα portando alla sua ubiquitinazione e degradazione nel proteasoma. In questo modo NF-κB viene reso disponibile.
L'NF-κB attivato è in seguito traslocato nel nucleo dove si lega a specifiche sequenze del DNA denominate response elements (RE).  Il complesso DNA/NF-κB poi richiama altre proteine quali i coattivatori e l'RNA polimerasi che trascrive il DNA in mRNA, il quale, infine, è esportato nel citosol e tradotto in proteina. Ciò porta ad un cambiamento delle funzioni della cellula, come ad esempio la produzione di citochine pro-infiammatorie.
NF-κB attiva la trascrizione anche del mRNA codificante per la sua subunità inibitrice IκB, generando quindi un circuito a retroazione negativa.

Esempio di meccanismo di azione

## Storia
L'NF-κB è stato scoperto nel laboratorio di David Baltimore Premio Nobel per la Fisiologia e la Medicina nel 1975. La scoperta è avvenuta studiando l'interazione con una sequenza di 11 coppie di basi di immunoglobuline a catena leggera in cellule B.

## Struttura
Tutte le proteine appartenenti alla famiglia NF-κB condividono un dominio RHD (Rel homology domain) nella loro porzione N-terminale. I membri di una sottofamiglia delle proteine NF-κB, RelA, RelB e c-Rel, presentano un dominio di transattivazione posto nel loro C-terminale. Al contrario, le proteine NF-κB1 e NF-κB2 sono sintetizzate come precursori grandi, p105 e p100, che subiscono trasformazioni per generare le subunità mature di NF-κB, p50 e p52, rispettivamente, prive di dominio di transattivazione. Il processamento di p105 e p100 è mediato dall'ubiquitina e dal conseguente intervento del proteasoma e comporta la degradazione selettiva del loro dominio C-terminale contenente ripetizioni di anchirina.  RelA, RelB e c-Rel, sono indicate come "proteine Rel" e sono costituite dal dominio di omologia Rel e (a differenza di NF-κB1 e NF κB2) da almeno un dominio di transattivazione. Sono stati frequentemente osservati dimeri di NF-κB, solitamente costituiti da una combinazione di una proteina non-Rel (NF-κB1, o NF-κB2) e una proteina Rel (ad esempio l'eterodimero p50/RelA). Tali eterodimeri hanno un effetto attivante dovuto al dominio di transattivazione offerto dalle Rel, mentre dimeri costituiti esclusivamente da proteine non-Rel hanno un'attività prevalentemente inibitoria.

## Classificazione
Le proteine della famiglia del NF-κB sono strutturalmente omologhe alle onco-proteine virali v-Rel, per questo nella loro classificazione si parla delle proteine: NF-κB/Rel.
Esistono nei mammiferi cinque proteine della famiglia del NF-κB:
| Classe | Proteìna | Alias      | Gene  |
| ------ | -------- | ---------- | ----- |
| I      | NF-κB1   | p105 → p50 | NFKB1 |
| I      | NF-κB2   | p100 → p52 | NFKB2 |
| II     | RelA     | p65        | RELA  |
| II     | RelB     |            | RELB  |
| II     | c-Rel    |            | REL   |

## Attività

### Attivazione
Il fattore NF-κB è attivato dal TNF e dalle interleuchine IL-1 ed IL-17, oltre che dal riconoscimento dell'antigene da parte dei linfociti.

### Inibizione

#### Inibitori dell'attività del NF-κB
La partenolide è un inibitore dell'attività di NF-κB, tale composto naturale viene estratto dalla pianta Tanacetum parthenium.

## Target farmacologico
L'attivazione aberrante dell'NF-κB è frequentemente osservata in molte forme tumorali, al contrario la sua soppressione limita la proliferazione delle cellule tumorali. Inoltre, l'NF-κB svolge un ruolo chiave nella risposta infiammatoria. Perciò i metodi di inibizione di NF-κB sono suggeriti come potenziale applicazione terapeutica nei tumori e nelle malattie infiammatorie.
La scoperta che l'attivazione dell'NF-κB nella traslocazione nucleare può essere separato dall'aumento dello stress ossidativo dà un'importante indicazione per lo sviluppo di strategie terapeutiche rivolte all'inibizione dell'NF-κB.
Un nuovo farmaco chiamato denosumab è capace di aumentare la densità minerale ossea e ridurre i tassi di frattura in molti sottogruppi di pazienti inibendo la RANKL. La RANKL agisce attraverso il suo recettore RANK, che a sua volta promuove l'NF-κB, la RANKL funziona normalmente, consentendo la differenziazione degli osteoclasti dai monociti.
Disulfiram, olmesartan e i ditiocarbammati possono inibire il fattore nucleare-κB (NF-κB) e la sua cascata di segnalazione.
I presunti effetti antinfiammatori dell'anatabina  sono il risultato della modulazione dell'attività di NF-κB.